# Ciechłowice
Ciechłowice (niem. Zechelwitz) – wieś w Polsce położona w województwie dolnośląskim, w powiecie lubińskim, w gminie Rudna.

## Podział administracyjny
W latach 1975–1998 miejscowość administracyjnie należała do województwa legnickiego.